# هامور برفی
هامور برفی (نام علمی: Epinephelus niveatus) نام یک گونه از زیرخانواده هامور است.